# استغوار

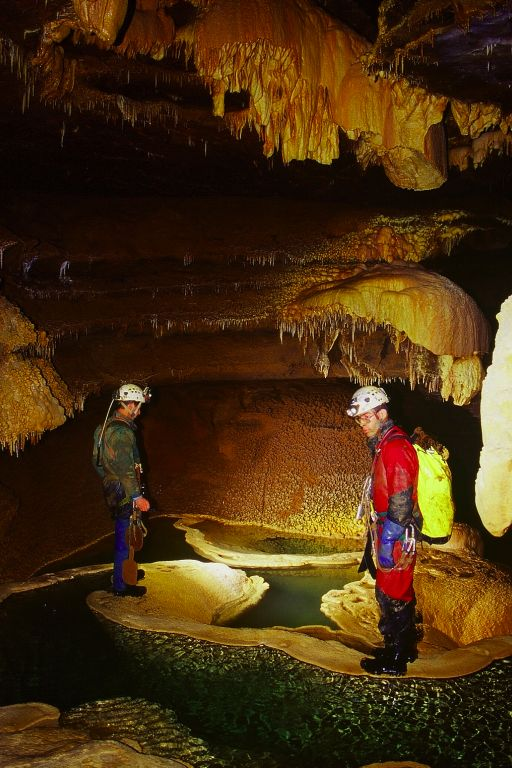
مستغورون في مغارة رائعة.

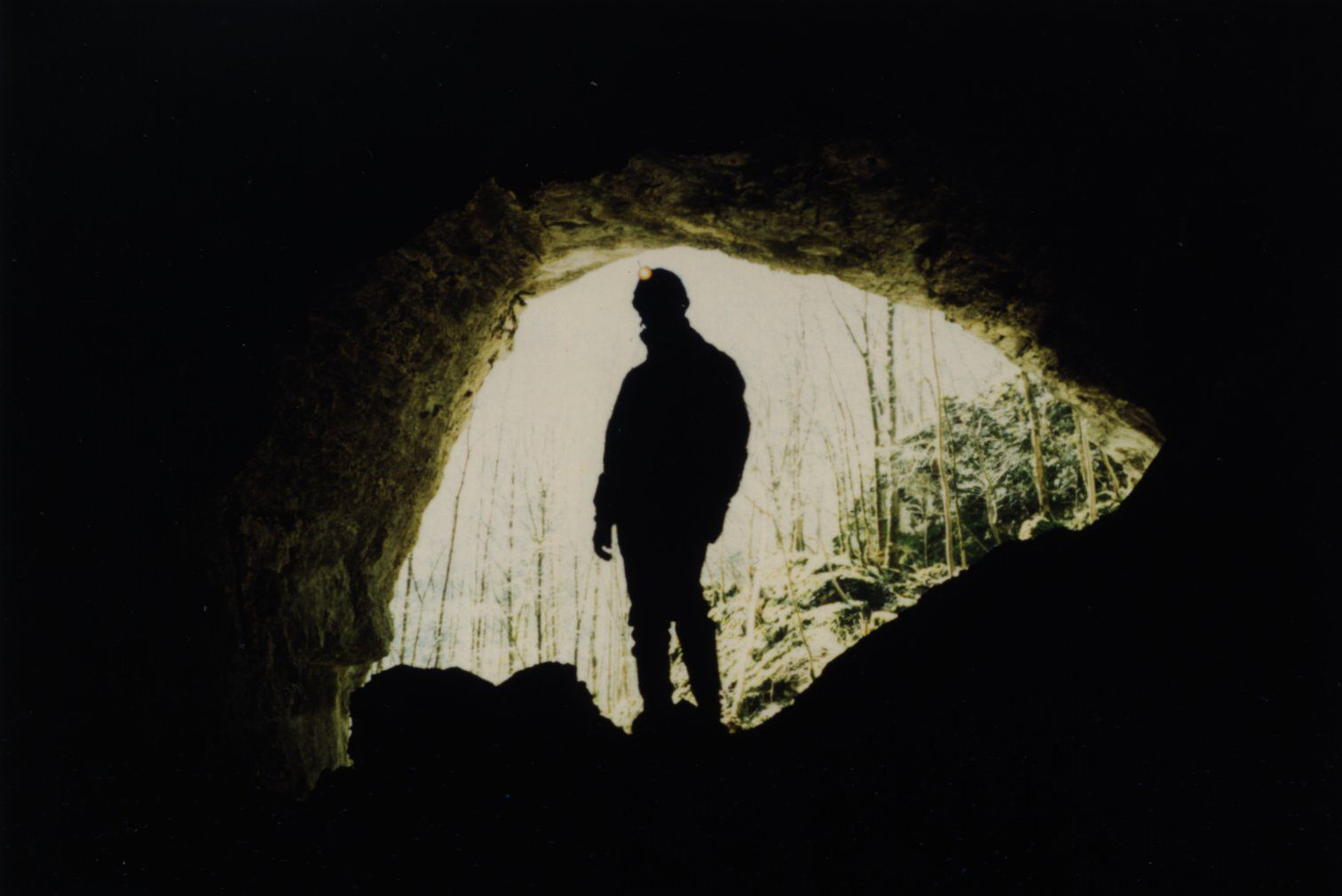
مستغور في مدخل كهف.

الاِسْتِغْوَارُ أو المَغْوَرَةُ (المُسْتَغْوِر أو المَغْوَرِيّ هو الاختصاصيّ في هذا المجال أو الذي يمارس هذه الرياضة) أو الكَهْفَنة (الكَهْفَن من كان اختصاصه الكهفنة) مصطلحات مُحدثة نعني بها النّشاط الّذي يهدف إلى بحث وتعيين واكتشاف ورسم خرائط المغارات والكهوف لجوف الأرض وكيفية تركيبها ،ونشأتها والخواص الفيزيائية، و التاريخية، وأشكال الحياة، والمراحل والتغيرات التي مرت بها وتكونت عبر الزمن ثمّ مشاركة هذه المعرفة مع الآخرين.

 يعتبر الاستغوار من بين الرّياضات القصوى حيث يستخدم أيضا في النشاطات الترفيهية مثل استكشاف الكهوف، والسبب يعود لأن المهارات البدنية المطلوبة لكلاهما هي نفسها.
الاستغوار مجال متعدد التخصصات يجمع بين الكيمياء وعلم الأحياء والجيولوجيا والفيزياء وعلم الأرصاد الجوية ورسم الخرائط لتطوير صور الكهوف كنظم معقدة ومتطورة.

## ظهور الاستغوار
دأب الإنسان على دخول الكهوف عبر العصور للبحث عن الملجإ والأمان، ثمّ في مرحلة لاحقة للتّقرّب من آلهته ولممارسة طقوس عبادته.
أمّا حديثا، فقد وُلد الاستغوار من رحم الأساطير مثل الصّراع بين حبّ الاطّلاع والعلم في عصر الأنوار. ثمّ جعل منه الرّومنطيقيّون موضة. بعد ذلك، بدأ مغامرو القرن XIX يخبرون النّاس عن سحر الكهوف وعن الجوّ الخاصّ الّذي تشكّله.

إثر ذلك، تكوّنت الجمعيّات والمؤسّسات العلميّة الّتي تعنى بهذا الاختصاص، وقد كانت أولاها في كلوج برومانيا سنة 1920، وقد أسّسها عالم الأحياء إيميل راكوفيتزا.
قبل تطور علم الاستغوار الحديث، كتب جون بومونت أوصافًا تفصيلية لبعض كهوف منديب في ثمانينيات القرن السادس عشر.
قبيل المنتصف من القرن التاسع عشر القيمة العلمية للكهوف كانت تقاس حسب اسهامها في الأقسام العلمية الأخرى، كما كانت تعتبر جزء من درسات الجعرافيا وعلم الأرض وعلم الآثار، إن الدراسات التي اجريت قبل إدوارد ألفريد مارتيل كانت قليلة جدا  بين (1859-1938) ، والذي يعتبر الأب لعلم الاستغوار الحديث، فقد قدم اكتشافات واسعة في فرنسا عن مفهوم الاستغوار كمجال دراسة مستقل، أسس مارتيل جمعية الاستغوار في عام 1895، كانت المنظمة الأولى في العالم المكرسة لدراسة الكهوف ، كما هناك عالم آخر هربرت بالتش عالم كهوف في فرنسا. [بحاجة لمصدر]
في عام 1949 أقترح مؤتمر دولي حول الكهوف في اجتماع عقد في فالانس ، وتم أول مؤتمر في باريس 1953.
إن النمو الحاصل في الاستغوار مرتبط برياضة الكهوف فكلامها يحفز توعية العوام، وحقيقة أن معظم العمل في الاستغوار كان قد أجري عن طريق الرياضة.

## غزو الفجوات الطّبيعيّة
تطلّبت هذه الموضة الجديدة الّتي بدأت في أوروبا أوّلا إيجاد معدّات وتقنيّات جديدة نظرا لصعوبة النّزول في الفجوات المكتشفة أو الصّعود منها. وقد أبدع المستغورون الأوروبيّون في السّبق إلى ذلك، خاصّة في فرنسا وبلجيكا وسويسرا.

## ممارسة الاستغوار
تتطلّب ممارسة الاستغوار وجود فجوات طبيعيّة مهما كان شكلها : كهوف، مغارات، فجوات، أودية، أخاديد، صدوع... كما يتطلّب ذلك التّزوّد بالمعدّات اللاّزمة، وأهمّها العدّة الجسديّة والحبال ومعدّات الصّعود ومعدّات النّزول (كلّ على حدة) والخوذات والأضواء الكاشفة.
إضافة إلى ذلك، لا بدّ من مرافقة الخبراء للولوج إلى المغارات، واحترام الطّبيعة خاصّة : عدم لمس أو كسر أيّ شيء، عدم الصّراخ، عدم إلقاء أيّ شيء دخيل...

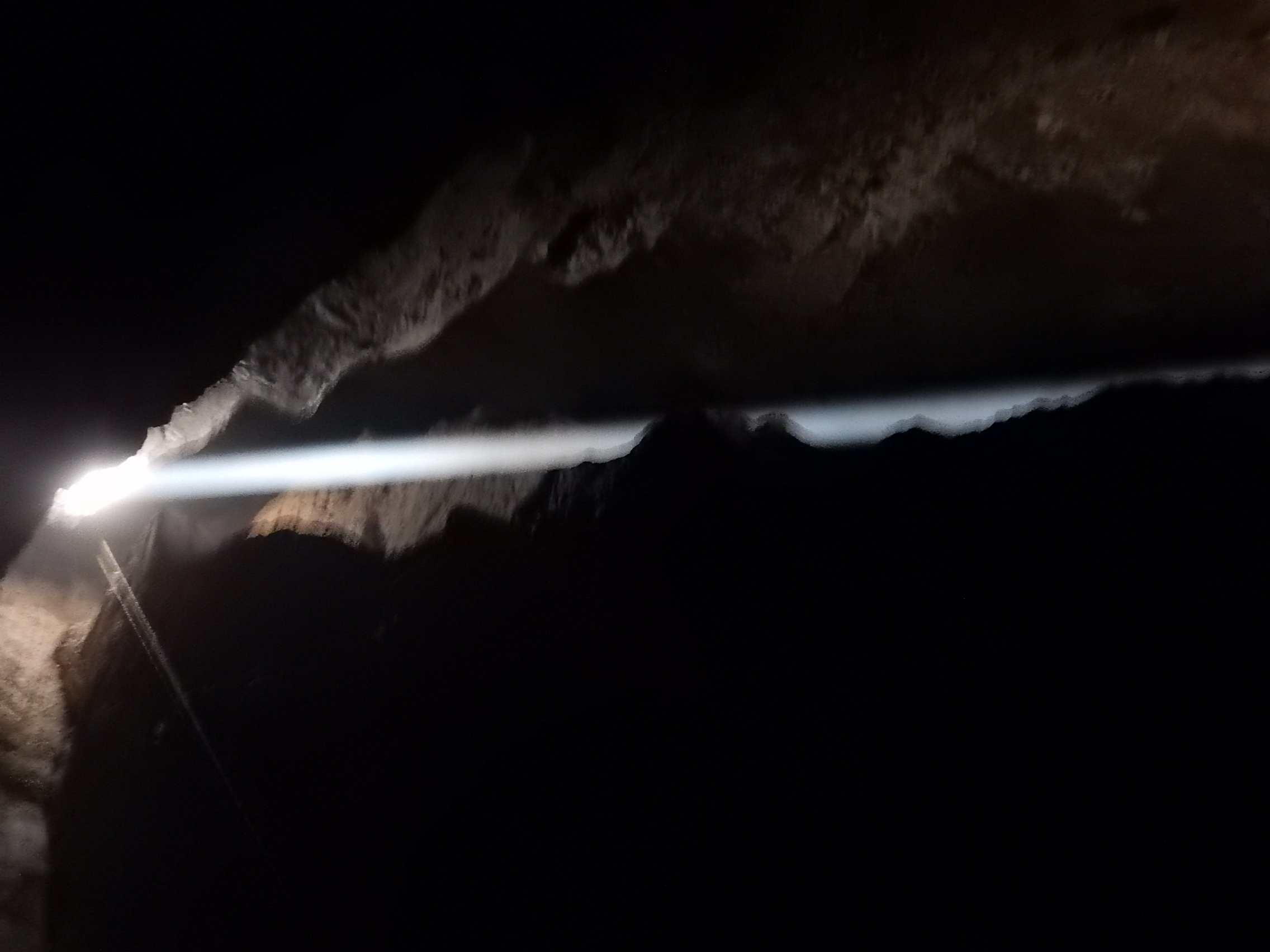
شعاع الشمس داخل تجويف أحد المغارات في صقلية

## الكارست
الكارست عبارة عن أرض مفتوحة أسفلها حجارة جيرية. تتكون الكهوف في معظم الأحيان من خلال التآكل الكيميائي، يحدث التآكل بطرق مختلفة يمكن أن يكون على صخور الكربونات بسبب تفاعلات كيميائية ، ويمكن أن يحدث فيزيائيًا في الجبس والملح الصخري ، وفي صخور السيليكات والمناخ الدافئ يمكن أن يحدث تحلل المواد أيضًا.

## رسم خرائط الكهوف
يعد إنشاء خريطة دقيقة ومفصلة أحد أكثر الأنشطة الفنية شيوعًا التي تتم داخل الكهف، تُستخدم خرائط الكهف والتي تسمى بالمسح الأرضي لمقارنة طول وعمق الكهف ومدى عمق الصوت بين الكهوف، وتحفظ هذه المعلومات بمرجع أدلة من أجل دراسات علمية أخرى، ومساعدة الزوار لمعرفة الطريق.
الكائنات التي تعيش في الكهوف تعد بمثابة المنزل لكثير من الكائنات الحية، فبيئة الكهوف متنوعة، ومختلفة جدا عن السطح، إلا أنه كلما تعمقنا في الكهوف كلما قل علمنا ببئتها. إن بيئة الكهوف تندرج تحت ثلاث مجموعات عامة:
الاندوجين:
هو الجزء الذي يكون متصلا مع التربة التي على السطح من خلال الشقوق وطبقات الصخور والمياه الجوفية المتسربة ونتوء الجذور.
باراهيبوجين:
المناطق القريبة من فوهة الكهف وتمتد حتى أخر مكان تصل إليه أشعة الشمس داخل الكهف.
هيبوجين:
أو مايسمى بالبيئة الحقيقة للكهف، هذه الطبقة عادة تكون في اتصال مع السطح الخارجي عن طريق الرياح والأنهار الجوفية أو الحيوانات المهاجرة أو أحيانا تكون منعزلة بالكامل عن السطح، إن بيئة أعماق الكهوف (هيبوجين) تكون بيئات مستقلة لا تصلها أشعة الشمس، بل إن مصدر الطاقة هو الطاقة الكيمائية المنبعثة من الأحجار الجيرية وغيرها من المعادن عن طريق البكتيريا ذاتية التغذية.